# Aníbal
Carlos Ignacio Carrillo Contreras, mer känd under sitt artistnamn Aníbal, född 5 november 1940 i Topilejo i Michoacán, död 4 mars 1994 i Mexico City, var en mexikansk luchador (fribrottare).

## Karriär
Carrillo debuterade som professionell fribrottare i november 1963, och inspirerades år 1965 till sitt artistnamn av Hannibal, generalen i Karthago. I slutet av 1960-talet fick Carrillo sitt stora genombrott och från början av 1970-talet brottades han frekvent för Empresa Mexicana de Lucha Libre (numera Consejo Mundial de Lucha Libre) samt i Lucha Libre Internaciónal (senare Universal Wrestling Association). I de båda förbunden vann hann mängder av titlar. 
Den 13 december 1991 vid evenemanget Juicio Final, ställdes han mot Máscara Año 2000 i en så kallad Lucha de Apuestas, eller insatsmatch – i ett fullsatt Arena México. I detta fall att förloraren skulle ta av sig sin mask inför publiken, för evigt. Aníbal förlorade matchen och fick ta av sig masken och avslöja sin identitet inför publik och journalister. Uppbyggnaden till matchen hyllades av fans och kritiker men matchen i sig fick relativt svaga recensioner.
Aníbal pensionerade sig från fribrottningen år 1993 och avled till följd av en hjärntumör 1994. El Hijo de Aníbal har framställts som Aníbals son, men det har aldrig bekräftats huruvida han faktiskt är Aníbals äkta son, eller ifall han betalt Aníbals släkt för att få använda namnet. Sådana tillvägagångssätt är inte ovanliga inom lucha libre.